# Wu Yan
Wu Yan (吴岩), född 2 december 1962 i Peking, är en kinesisk science fiction-kännare och författare. Som skönlitterär författare debuterade han med novellen "Shaonian kexue" 1978, och han har ofta skrivit i Kehuan shijie. Hans första roman publicerades 1996, men han har också skrivit barnböcker tillsammans med Zheng Wenguang.
Som akademiker är han en av grundarna till den kinesiska science fiction-forskningen, och började undervisa i science fiction-litteratur vid Pekings lärarhögskola 1991.
Han har också varit engagerad i den kinesiska science fiction-fansinutgivningen.